# Lucien Castaing-Taylor
Lucien Giles Castaing-Taylor (Liverpool, 10 de enero de 1966) es un antropólogo y artista británico que trabaja en cine, vídeo y fotografía.

## Biografía
Recibió su licenciatura en la Universidad de Cambridge y su doctorado en la Universidad de California en Berkeley con Paul Rabinow. Desde 2002 ha enseñado en la Universidad de Harvard, donde es director del Laboratorio de Etnografía Sensorial. Entre sus obras se incluyen Dentro y fuera de África, que realizó con Ilisa Barbash en 1992. Es un vídeo etnográfico sobre cuestiones de autenticidad, gusto y política racial en el mercado del arte africano que ganó ocho premios internacionales. También grabó la película Sweetgrass (2009), que se describe como "una elegía poco sentimental al oeste americano y a los 10.000 años de difícil adaptación entre humanos y animales pospaleolíticos". Es el editor fundador de la revista Visual Anthropology Review de la Asociación Estadounidense de Antropología (1991-1994).